# Mayflower (Arkansas)
Mayflower es un pueblo ubicado en el condado de Faulkner en el estado estadounidense de Arkansas. En el Censo de 2010 tenía una población de 2234 habitantes y una densidad poblacional de 215,21 personas por km².

## Historia
Mayflower es un pequeño pueblo ubicado a lo largo de la carretera interestatal 40 al sureste de Conway (condado de Faulkner) y al noroeste de Little Rock (condado de Pulaski).  Ubicado en el borde suroeste del lago Conway, Mayflower es particularmente conocido por su pesca.  Al igual que muchas de las ciudades más pequeñas del condado de Faulkner, como Vilonia y Greenbrier, Mayflower ofrece un estilo de vida rural a poca distancia en automóvil de Conway y Little Rock, donde muchos de sus residentes viajan diariamente al trabajo.  Se incorporó como ciudad del estado de Arkansas el 6 de marzo de 1928.
Los primeros colonos europeos de la zona fueron leales, conocidos entonces como Tories en inglés, que se trasladaron hacia el oeste para huir de la Guerra Revolucionaria.  Familias como los Flannagin y los Massengill llegaron alrededor de 1778 y se establecieron cerca de la desembocadura de Palarm Creek.  Sin embargo, las tribus locales de nativos americanos habían habitado esta región durante siglos, principalmente las Quapaw.  Sin embargo, otros grupos indígenas se encontraban en esta área ahora conocida como parte del Área Cultural de las Grandes Llanuras.
Como la mayor parte de Arkansas, la tierra estaba densamente arbolada y, por lo tanto, se taló extensivamente hasta principios del siglo XX.  Las plantaciones de algodón existieron durante la guerra civil estadounidense debido a la tierra fértil del lecho del río.  Esta más tarde daría paso a los aparceros y la agricultura moderna.  Esto presenta la mayor fuente de la economía local en la actualidad, aunque existen algunas pequeñas empresas en el pueblito.
El derrame de petróleo de Mayflower de 2013 ocurrió el 29 de marzo de 2013, cuando un oleoducto de ExxonMobil que transportaba crudo pesado se rompió cerca de Mayflower, derramando miles de barriles de petróleo.  Esto provocó la evacuación de 22 viviendas, así como daños extensos a otras propiedades locales y al ecosistema local.

## Geografía
Mayflower se encuentra ubicada en las coordenadas 34°58′49″N 92°25′10″O / 34.98028, -92.41944. Según la Oficina del Censo de los Estados Unidos, Mayflower tiene una superficie total de 10.38 km², de la cual 10.26 km² corresponden a tierra firme y (1.17%) 0.12 km² es agua.

## Demografía
Según el censo de 2010, había 2234 personas residiendo en Mayflower. La densidad de población era de 215,21 hab./km². De los 2234 habitantes, Mayflower estaba compuesto por el 91.67% blancos, el 4.97% eran afroamericanos, el 0.45% eran amerindios, el 0.18% eran asiáticos, el 0.04% eran isleños del Pacífico, el 0.76% eran de otras razas y el 1.92% pertenecían a dos o más razas. Del total de la población el 2.37% eran hispanos o latinos de cualquier raza.